# Isola Principe di Galles (fiumi e cascate)
Elenco dei principali fiumi e cascate (e rapide) dell'isola Principe di Galles (Arcipelago Alessandro - Alaska sud-orientale).
L'elenco segue la direttrice nord - sud. 

## Fiumi
Principali fiumi dell'isola (le coordinate si riferiscono alla foce):

### Lato settentrionale (Stretto di Sumner)
Lo Stretto di Sumner (Sumner Strait) 56°23′36″N 133°30′36″W divide a nord l'isola "Principe di Galles" dalle isole di Kuiu (Kuiu Island) e di Kupreanof ((Kupreanof Island). Nello stretto, da ovest a est, sono tributari i seguenti fiumi:
- Fiume Baker (Baker Creek)[4] 56°20′52″N 133°35′15″W - Il fiume, lungo circa 3,2 chilometri, sfocia nella baia di Merrifield (Merrifield Bay).
- Fiume Flicker (Flicker Creek)[5] 56°20′16″N 133°32′10″W - Il fiume è lungo circa 8 chilometri e sfocia vicino al fiume Alder (Alder Creek).
- Fiume Alder (Alder Creek)[6] 56°20′16″N 133°32′10″W - Il fiume, lungo circa 11,2 chilometri, nasce a nord del picco Perue (Perue Peak).
- Fiume Shine (Shine Creek)[7] 56°19′33″N 133°26′30″W - Il fiume, molto breve, insieme ad altri tre (Buster, Strait e Camp), sfocia nella baia di Buster (Buster Bay)
- Fiume Buster Creek (Buster Creek)[8] 56°19′33″N 133°26′30″W - Il fiume, lungo circa 11 chilometri, insieme ad altri tre (Shine, Strait e Camp), sfocia nella baia di Buster (Buster Bay). Nasce tra il picco Perue (Perue Peak) e un colle denominato "Comm Repeater".
- Fiume Camp (Camp Creek)[9] 56°19′38″N 133°24′54″W - Il fiume, molto breve, insieme ad altri tre (Buster, Strait e Shine), sfocia nella baia di Buster (Buster Bay)
- Fiume Pine (Pine Creek)[10] 56°19′36″N 133°16′47″W - Il fiume sfocia all'entrata orientale della baia di Red (Red Bay).
- Fiume Goose (Goose Creek)[11] 56°18′21″N 133°20′49″W - Il fiume, lungo 1,3 chilometri, sfocia nel lato occidentale della baia di Red (Red Bay).
- Fiume Duck (Duck Creek)[12] 56°18′01″N 133°20′31″W - Il fiume, lungo 4 chilometri, sfocia nel lato occidentale della baia di Red (Red Bay).
- Fiume Little (Little Creek)[13] 56°16′08″N 133°20′52″W - Il fiume sfocia alla fine meridionale della baia di Red (Red Bay).
- Fiume Big (Big Creek)[14] 56°15′54″N 133°20′26″W - Il fiume sfocia alla fine meridionale della baia di Red (Red Bay). Nasce tra il monte Red Bay (Red Bay Mountain) e un colle denominato "Comm Repeater".
- Fiume Red Bay (Red Bay Creek)[15] 56°16′02″N 133°20′11″W - Il fiume sfocia alla fine meridionale della baia di Red (Red Bay) e collega alla baia stessa il lago di Red (Red Lake).

### Lato sullo stretto di Clarence
Lo Stretto di Clarence (Clarence Strait) 55°59′20″N 132°36′57″W è lungo 202 chilometri e largo mediamente da 5 a 10 chilometri. Lo stretto divide l'isola "Principe di Galles" da alcune isole: Zarembo Island (Zarembo Island), Etolin Island (Etolin Island), Revillagigedo Island (Revillagigedo Island), più altre minori e dalla penisola di Cleveland (Cleveland Peninsula). Lo stretto (sul lato dell'isola "Principe di Galles") può essere suddiviso nelle seguenti masse d'acqua.

#### Canale di Kashevarof
Il canale di Kashevarof (Kashevarof Passage) 56°07′36″N 132°59′19″W è parallelo alla parte settentrionale dello stretto di Clarence (Clarence Strait) e si collega a nord con lo stretto di Sumner (Sumner Strait); divide inoltre l'isola "Principe di Galles" dallo stretto di Clarence e dalle seguenti isole: Rookery Islands, Tide Island e le isole di Kashevarof (Kashevarof Islands). Nel canale si immettono i seguenti fiumi:
- Fiume Lava (Lava Creek) 56°14′40″N 133°06′24″W - Il fiume sfocia di fronte all'isola di Bushy (Bushy Island).
- Fiume Big (Big Creek) 56°07′02″N 133°08′02″W - Il fiume nasce dal lago di Cavern (Cavern Lake) e sfocia nel canale di Whale (Whale Passage).
- Fiume Exchange (Exchange Creek) 56°11′08″N 133°04′34″W - Il fiume, lungo 1,6 chilometri, nasce dal lago di Exchange (Exchange Lake) e sfocia nella baia di Exchange (Exchange Cove).
- Fiume Squaw (Squaw Creek) 56°07′47″N 133°05′17″W - Il fiume, alimentato da alcuni laghi minori, sfocia nella parte settentrionale del canale di Whale (Whale Passage).
- Fiume Mabel (Mabel Creek) 56°02′08″N 133°04′12″W - Il fiume, alimentato da alcuni laghi minori più a sud, sfocia nella parte meridionale del canale di "Whale", più esattamente nella baia di Rocky (Rocky Bay) di fronte all'isola di Mabel (Mabel Island).

#### Parte centrale dello stretto di Clarence
- Fiume Coffman (Coffman Creek) 55°59′55″N 132°51′34″W - Il fiume, lungo 8 chilometri, sfocia nella parte meridionale della baia di Coffman (Coffman Bay).
- Fiume Dog (Dog Creek) 56°00′45″N 132°49′16″W - Il fiume, lungo 6,4 chilometri, sfocia all'entrata est della baia di Coffman (Coffman Bay) nei pressi dell'abitato Coffman Cove.
- Fiume Eagle (Eagle Creek) 55°58′00″N 132°43′23″W - Il fiume è un emissario del lago di Luck (Luck Lake).
- Fiume Ratz (Ratz Creek) 55°53′13″N 132°36′36″W - Il fiume dopo aver attraversato il lago di Big (Big Lake) e il lago di Trumpeter (Trumpeter Lake) sfocia nella baia di Ratz (Ratz Harbor).
- Fiume Little Ratz (Little Ratz Creek) 55°51′39″N 132°34′44″W - Il fiume è tributario della baia di Little Ratz (Little Ratz Harbor).

#### Baia di Thorne
La baia di Thorne (Thorne Bay) 55°40′07″N 132°30′27″W ha la forma di un fiordo lungo circa 9,5 chilometri. Sul lato nord della baia si trova l'abitato di Thorne Bay. Nella baia si immettono i seguenti fiumi:
- Fiume Thorne (Thorne River) 55°41′00″N 132°33′24″W - Il fiume, lungo 24 chilometri, è tributario della baia di Thorne (Thorne Bay). Nasce più a nord da alcuni laghi tra cui il lago di Thorne (Thorne Lake).
- Fiume Sal (Sal Creek) 55°48′54″N 132°30′14″W
- Fiume Slide (Slide Creek) 55°45′17″N 132°29′29″W
- Fiume Deer (Deer Creek) 55°41′03″N 132°31′06″W - Il fiume, lungo 6,4 chilometri, è tributario della baia di Thorne (Thorne Bay) nei pressi dell'abitato di Thorne Bay.

#### Baia di Kasaan
La baia di Kasaan (Kasaan Bay) 55°29′50″N 132°19′10″W si trova sul lato sud della penisola di Kasaan (Kasaan Peninsula). A metà baia si trova l'abitato di Kasaan. Nella baia si immettono i seguenti fiumi:
- Fiume Paul Young (Paul Young Creek) 55°35′27″N 132°34′45″W - Il fiume è tributario della baia di Karta (Karta Bay). Nasce più a nord da un piccolo lago ai piedi del picco di Rush (Rush Peak).
- Fiume Karta (Karta River) 55°33′34″N 132°34′35″W - Il fiume è tributario della baia di Karta (Karta Bay). Nasce dai laghi Salmon Lake e Karta Lake.
- Fiume Poor Man (Poor Man Creek) 55°33′01″N 132°26′05″W - Il fiume, che si trova nella penisola di Kasaan (Kasaan Peninsula), è tributario della baia di Poor Man (Poor Man Bay) a nord dell'abitato di Kasaan.
- Fiume Linkum (Linkum Creek) 55°32′20″N 132°23′58″W - Il fiume, che si trova nella penisola di Kasaan (Kasaan Peninsula), è tributario della baia di Kasaan (Kasaan Bay) a nord dell'abitato di Kasaan. Riceve le acque del monte Kasaan (Kasaan Mount).
- Fiume Hundred Thousand (Hundred Thousand Creek) 55°28′25″N 132°23′43″W - Il fiume, lungo 2,2 chilometri, è tributario della baia di Kasaan (Kasaan Bay) di fronte all'isola omonima ed è lungo 8,8 chilometri.

#### Baia di Twelvemile
La baia di Twelvemile Arm Kasaan (Twelvemile Arm Kasaan Bay) 55°31′59″N 132°31′00″W si trova a sud della baia di Kasaan (Kasaan Bay). Consiste in un fiordo lungo 24 chilometri. A circa metà fiordo sul lato settentrionale si trova l'abitato di Hollis. Nella baia si immettono i seguenti fiumi:
- Fiume Harris (Harris River) 55°27′37″N 132°40′57″W - Il fiume, lungo 22 chilometri, è tributario della baia di Harris (Harris Bay) di fronte all'isola di Cat (Cat Island) situata nel fiordo di Twelvemile (Twelvemile Arm).
- Fiume Maybeso (Maybeso Creek) 55°27′37″N 132°40′57″W - Il fiume è tributario della baia di Hollis (Hollis Anchorage) nei pressi dell'abitato Hollis situato nel fiordo di Twelvemile (Twelvemile Arm).
- Fiume Kina (Kina Creek) 55°29′19″N 132°31′26″W - Il fiume è tributario della baia di Kina (Kina Cove) è anche un emissario del lago di Kina (Kina lake).
- Fiume Indian (Indian Creek) 55°27′34″N 132°41′34″W - Il fiume, lungo 8,8 chilometri, è tributario della baia di Harris (Harris Bay) di fronte all'isola di Cat (Cat Island) situata nel fiordo di Twelvemile (Twelvemile Arm).
- Fiume Twelvemile (Twelvemile Creek) 55°21′31″N 132°44′14″W - Il fiume è tributario del fiordo di Twelvemile (Twelvemile Arm).

#### Insenatura di Skowl
Il fiordo di Skowl (Skowl Arm) 55°25′25″N 132°20′27″W si trova all'entrata della baia di Kasaan (Kasaan Bay). Dall'insenatura si dipartono verso ovest altri due fiordi: Polk Inklet e Mc Kenzie Inlet. Nell'insenatura si immettono i seguenti fiumi:
- Fiume Old Franks (Old Franks Creek) 55°25′28″N 132°28′12″W - Il fiume è tributario dell'insenatura di Polk (Polk Inlet) e attraversa i laghi Lake Mary e Old Franks Lake.
- Fiume Cabin (Cabin Creek) 55°25′15″N 132°28′42″W - Il fiume è tributario dell'insenatura di Polk (Polk Inlet) ed è lungo 8,8 chilometri.
- Fiume Monument (Monument Creek) 55°26′08″N 132°23′48″W - Il fiume è tributario del fiordo di Skowl (Skowl Arm).
- Fiume Old Tom (Old Tom Creek) 55°24′06″N 132°23′59″W - Il fiume è tributario dell'insenatura di Mc Kenzie (Mc Kenzie).
- Fiume Dog Salmon (Dog Salmon Creek) 55°20′50″N 132°30′17″W - Il fiume è tributario dell'insenatura di Polk (Polk Inlet), è lungo 7,5 chilometri e nasce dal monte Beaver (Beaver Mountain).
- Fiume Rock (Rock Creek) 55°18′54″N 132°28′03″W - Il fiume è tributario dell'insenatura di Polk (Polk Inlet) e nasce dal monte Rock Butte (Rock Butte).
- Fiume Polk (Polk Creek) 55°18′54″N 132°27′42″W - Il fiume è tributario dell'insenatura di Polk (Polk Inlet).
- Fiume Omar (Omar Creek) 55°19′29″N 132°21′26″W - Il fiume è tributario dell'insenatura di Mc Kenzie (Mc Kenzie Inlet) e nasce dal monte Barren (Barren Mountain).

#### Stretto di Cholmondeley
Lo stretto di Cholmondeley (Cholmondeley Sound) 55°14′21″N 132°06′51″W in realtà è un profondo fiordo (circa 25 chilometri) formato da diverse diramazioni (West Arm Cholmondeley Sound, South Arm Cholmondeley Sound, Dora Bay, Sunny Cove, Brennem Bay, Kitkun Bay e altre). Nello stretto si immettono i seguenti fiumi:
- Fiume Sunny (Sunny Creek) 55°15′42″N 132°16′53″W - Il fiume è tributario della baia di Sunny (Sunny Cove) e nasce dal monte Barren (Barren Mountain).
- Fiume Big (Big Creek) 55°14′17″N 132°23′51″W - Il fiume è tributario del canale di West Arm Cholmondeley (West Arm Cholmondeley Sound).

#### Stretto di Moira
Lo stretto di Moira (Moira Sound) 55°02′12″N 132°04′12″W comprende altre masse d'acqua: North Arm (con Nowiskay Cove, Clarno Cove e Cannery Cove), Niblack Anchorage, West Arm Moira Sound (con Kegan Cove, Dikman Bay e Frederick Cove), South Arm Moira Sound, Johnsosn Cove e Menefee Anchorage. Nello stretto si immettono i seguenti fiumi:
- Fiume Aiken (Aiken Creek) 55°07′12″N 132°12′13″W - Il fiume è tributario della baia di Clarno (Clarno Cove) e nasce dal lago di Aiken (Aiken Lake).
- Fiume Kugel (Kugel Creek) 55°02′25″N 132°15′31″W - Il fiume è tributario della baia di Dickman (Dickman Bay) e nasce dal monte Eudora (Eudora Mountain).
- Fiume Perkins (Perkins Creek) 54°56′15″N 132°11′26″W - Il fiume è tributario del canale South Arm Moira (South Arm Moira Sound) e nasce dal monte Bokan (Bokan Mountain).

#### Parte meridionale dello stretto di Clarence
- Fiume Clover (Clover Creek) 55°17′34″N 132°10′28″W - Il fiume, lungo 6,9 chilometri, è tributario della baia di Clover (Clover Bay) e nasce dal lago di Clover (Clover Lake) nei pressi del monte Clover (Clover Mount).

### Lato sul Pacifico
Il lato sul Pacifico dell'isola "Principe di Galles" è molto frastagliato e comprende moltissimi canali, stretti, baie e insenature. Da nord a sud può essere suddiviso nelle seguenti masse d'acqua.

#### Baia di Shakan
La baia di Shakan (Shakan Bay) 56°09′44″N 133°36′13″W collega il canale di El Capitan (El Capitan Passage) con lo stretto di Sumner (Sumner Strait). Nella baia complessivamente si immettono i seguenti fiumi:
- Fiume Marble (Marble Creek) 56°10′26″N 133°27′53″W - Il fiume sfocia nei pressi della località "Calder" di fronte all'isola di Middle (Middle Island) e nasce ai piedi del monte Red Bay (Red Bay Mountain).
- Fiume Shakan (Shakan Creek) 56°08′13″N 133°28′02″W - Il fiume nasce da un lago ai piedi del monte The Nipples (The Nipples Mountain) e sfocia nei pressi della località "Shakan" nello stretto di Shakan (Shakan Strait).
- Fiume Sutter (Sutter Creek) 56°09′02″N 133°26′41″W - Il fiume sfocia nello stretto di Shakan (Shakan Strait) dopo aver "attraversato" il lago Sutter (Sutter Lake).

#### Canale di El Capitan
Il canale di El Capitan (El Capitan Passage) 55°56′02″N 133°19′05″W collega il canale di Tuxekan (Tuxekan Passage) con la baia di Shakan (Shakan Bay). La baia inoltre divide l'isola "Principe di Galles" da alcune isole: isola di El Capitan (El Capitan Island), isola di Orr (Orr Island), isola di Spanberg (Spanberg Island) e l'isola di Kosciusko (Kosciusko Island). Il canale è lungo circa 35 chilometri. Nel canale si immettono diversi fiumi minori senza nome:
- 56°09′54″N 133°20′25″W - Nasce da alcuni laghi (tra cui El Capitan Lake) e il picco El Capitan (El Capitan Peak) e si immette nel braccio orizzontale del canale.
- 56°09′11″N 133°16′12″W - Nasce dal lago Twin Island (Twin Island Lake); sfocia di fronte all'isola di "Grass".
- 56°03′03″N 133°15′31″W - Sfocia nella baia di Sarheen (Sarheen Cove) nei pressi della località "Camp Taylor".

#### Canale di Tuxekan
Il canale di Tuxekan (Tuxekan Passage) 55°49′34″N 133°12′07″W collega la baia di Tonowek (Tonowek Bay) con il canale di El Capitan (El Capitan Passage). La baia inoltre divide l'isola "Principe di Galles" dall'isola di Tuxekan (Tuxekan Island). Nel canale si immettono i seguenti fiumi:
- Fiume Yatuk (Yatuk Creek) 55°53′51″N 133°08′59″W - Il fiume sfocia nella baia di Naukati (Naukati Bay).
- Fiume Naukati (Naukati Creek) 55°53′18″N 133°08′47″W - Il fiume sfocia nella baia di Gutchi (Gutchi Cove).
- Fiume Gutchi (Gutchi Creek) 55°52′49″N 133°07′50″W - Il fiume, lungo 4,8 chilometri, sfocia nella baia di Gutchi (Gutchi Cove).
- Fiume Staney (Staney Creek) 55°49′13″N 133°09′38″W - Il fiume sfocia di fronte all'isola di Staney (Staney Island).

#### Baia di Tonowek
La baia di Tonowek (Tonowek Bay) 55°44′06″N 133°24′17″W collega il golfo di Esquibel (Gulf of Esquibel) con il canale di Tuxekan (Tuxekan Passage). La baia inoltre divide l'isola "Principe di Galles" dall'isola di Heceta (Heceta Island). Nella baia si immettono i seguenti fiumi:
- Fiume Shaheen (Shaheen Creek) 55°44′54″N 133°15′05″W - Il fiume nasce nei pressi del monte Kogish (Kogish Mountain) e sfocia all'entrata della baia di Kaguk (Kaguk Cove).

#### Baia di San Alberto
La baia di San Alberto (San Alberto Bay) 55°32′24″N 133°14′13″W collega la baia di Bucareli (Bucareli Bay) con il canale di San Christoval (San Christoval Channel). La baia inoltre divide l'isola "Principe di Galles" dall'isola di San Fernando (San Fernando Island). Nella baia si immettono i seguenti fiumi:
- Fiume Shinaku (Shinaku Creek) 55°36′20″N 133°08′39″W - Il fiume nasce da alcuni laghi più a nord e sfocia nell'insenatura di Shinaku (Shinaku Inlet) di fronte all'isola di Wadleigh (Wadleigh Island).
- Fiume Klawock (Klawock River) 55°32′59″N 133°04′43″W - Il fiume nasce dal lago di Klawock (Klawock Lake) e sfocia nell'insenatura di Klawock (Klawock Inlet) presso la cittadina omonima.
- Fiume Crab (Crab Creek) 55°29′01″N 133°07′33″W - Il fiume, lungo 8 chilometri, nasce dal lago di Klawock (Klawock Lake) e sfocia nella baia di Crab (Crab Bay) presso la cittadina di Craig.

#### Stretto di Tlevak
Lo Stretto di Tlevak (Tlevak Strait) 55°06′14″N 132°59′35″W, nella parte più settentrionale, divide l'isola "Principe di Galles" dall'isola di Dall (Dall Island) e collega lo stretto di Sukkwan (Sukkwan Strait) con il canale di Ulloa (Ulloa Channel). Nello stretto, lungo la costa dell'isola "Principe di Galles", si immettono i seguenti fiumi:
- Fiume Soda (Soda Creek) 55°16′46″N 132°55′14″W - Il fiume sfocia nella baia di Soda (Soda Bay).

#### Stretto di Sukkwan
Lo stretto di Sukkwan (Sukkwan Strait) 55°09′37″N 132°45′26″W, lungo 13 chilometri e largo mediamente 1 chilometro, collega l'insenatura di Hetta (Hetta Inlet) con lo stretto di Tlevak (Tlevak Strait) e divide l'isola "Principe di Galles" dall'isola di Sukkwan (Sukkwan Island). In questa area marina si immettono i seguenti fiumi: 
- Fiume Hydaburg (Hydaburg River) 55°12′20″N 132°49′35″W - Il fiume, lungo 9,66 chilometri, sfocia nella parte settentrionale dello stretto di Sukkwan (Sukkwan Strait) presso l'abitato di Hydaburg.

#### Insenatura di Hetta
L'insenatura di Hetta (Hetta Inlet) 55°07′26″N 132°38′36″W, un fiordo lungo 32 chilometri, collega la baia di Cordova (Cordova Bay) con lo stretto di Sukkwan. In questo fiordo si immettono i seguenti fiumi: 
- Fiume Perry (Perry Creek) 55°16′30″N 132°40′14″W - Il fiume sfocia nella parte più interna dell'insenatura di Hetta.
- Fiume Beaver (Beaver Creek) 55°17′06″N 132°37′18″W - Il fiume è tributario del canale di Sulzer (Sulzer Passage) di fronte all'isola di Gould (Gould Island).
- Fiume Bully Boy (Bully Boy Creek) 55°16′30″N 132°35′36″W - Il fiume, lungo 3,7 chilometri, è tributario della baia di Portage (Portage bay) di fronte all'isola di Gould (Gould Island). Nasce dal monte Jumbo (Mount Jumbo).
- Fiume Portage (Portage Creek) 55°16′36″N 132°32′43″W - Il fiume è tributario della baia di Portage (Portage Bay) di fronte all'isola di Gould (Gould Island). Nasce dal monte Beaver (Beaver Mountain).
- Fiume Jumbo (Jumbo Creek) 55°14′25″N 132°39′14″W - Il fiume è tributario dell'insenatura di Hetta (Hetta Intel) di fronte all'isola di Jumbo (Jumbo Island). Nasce dal bacino del monte Jumbo (Jumbo Mount).
- Fiume Reynolds (Reynolds Creek) 55°12′53″N 132°36′17″W - Il fiume è tributario della baia di Copper (Copper Harbor) e nasce dal lago di Mellen (Mellen Lake).
- Fiume Wright (Wright Creek) 55°11′51″N 132°36′38″W - Il fiume nasce nei pressi del monte Hetta (Hetta Mountain).

### Fiumi interni
I seguenti fiumi sono tributari di laghi o altri fiumi:
- Fiume Galligan (Galligan Creek)[90] 55°58′50″N 132°58′12″W - Il fiume, lungo 7,2 chilometri, è tributario del lago Sweetwater (Sweetwater Lake).
- Fiume Logjam (Logjam Creek)[91] 55°56′12″N 132°58′41″W - Il fiume, che nasce 15 chilometri più a sud ai piedi di un colle chiamato "Center", è tributario del lago Sweetwater (Sweetwater Lake).
- Fiume Hatchery (Hatchery Creek)[92] 55°56′25″N 132°58′25″W - Il fiume, che nasce da alcuni laghi più a sud, è tributario del lago Sweetwater (Sweetwater Lake).
- Fiume Luck (Luck Creek)[93] 55°55′38″N 132°45′59″W - Il fiume è tributario del lago Luck (Luck Lake). Nasce nei pressi del monte Manty (Manty Mountain).
- Fiume Falls (Falls Creek)[94] 55°42′31″N 132°36′48″W - Il fiume, dopo 8 chilometri di percorso, è tributario del fiume Thorne (Thorne River).
- Fiume Gravelly (Gravelly Creek)[95] 55°42′26″N 132°36′28″W - Il fiume è tributario del fiume Thorne (Thorne River).
- Fiume Goose (Goose Creek)[96] 55°41′17″N 132°38′15″W - Il fiume, dopo aver attraversato il lago Angel (Angel Lake), è tributario del fiume Thorne (Thorne River).
- Fiume Andersen (Andersen Creek)[97] 55°34′32″N 132°42′24″W - Il fiume, che è lungo 11,2 chilometri e nasce da alcuni laghi ai piedi del picco di Pin (Pin Peak), è tributario del lago di Salmon (Salmon Lake).
- Fiume Halfmile (Halfmile Creek)[98] 55°32′47″N 133°01′54″W - Il fiume, che è lungo 5,6 chilometri e nasce da lacuni laghi più a nord, è tributario del lago di Klawock (Klawock Lake).
- Fiume Threemile (Threemile Creek)[99] 55°31′36″N 132°59′52″W - Il fiume è tributario del lago di Klawock (Klawock Lake).
- Fiume McGilvery (McGilvery Creek)[100] 55°34′14″N 132°42′25″W - Il fiume, che nasce ai piedi del picco di Pin (Pin Peak), è tributario del lago di Salmon (Salmon Lake).
- Fiume Flagstaff (Flagstaff Creek)[101] 55°33′32″N 132°37′40″W - Il fiume, che è lungo 5,8 chilometri, è tributario del lago di Karta (Karta Lake). Lungo il percorso riceve le acque di diversi torrenti del Monte Granite (Granite Mount).
- Fiume Cave (Cave Creek)[102] 55°20′45″N 132°44′18″W - Il fiume, che è lungo 4,8 chilometri, è tributario del fiume Twelvemile (Twelvemile Creek).
- Fiume Hetta (Hetta Creek)[103] 55°10′58″N 132°32′04″W - Il fiume, che è lungo 8 chilometri, è tributario del lago di Hetta (Hetta Lake).

### Cascate e rapide
Principali cascate e rapide dell'isola:
- Cascate di Silver Salmon (Silver Salmon Falls)[104] 55°47′29″N 133°05′41″W - Le cascate si trovano lungo il fiume Staney (Staney Creek) ad una quota di 32 metri.
- Cascate di Nutkwa (Nutkwa Falls)[105] 55°07′08″N 132°32′25″W - Le cascate collegano la laguna di Nutkwa (Nutkwa Lagoon) con l'insenatura di Nutkwa (Nutwka Inlet).

Queste cascate e rapide sono senza nome:
- Cascade 56°05′53″N 133°08′35″W - La cascata si trova all'uscita del lago di Neck (Neck Lake) verso il canale di Whale (Whale Passage)
- Cascade 55°58′50″N 132°58′12″W - La cascata collega il lago di Sweetwater (Sweetwater Lake) con la laguna Gold end Galligan (Gold end Galligan Lagoon).
- Cascade 55°03′11″N 132°14′53″W - La cascata, situata lungo il fiume Kugel (Kugel Creek), collega il lago di Kugel (Kugelr Lake) con la foce del fiume omonimo.
- Cascades 55°33′45″N 132°36′21″W - Le cascate si trovano lungo il fiume Karta (Karta River) e collegano il lago di Karta (Karta Lake) con la baia di Karta (Karta Bay).
- Falls 55°44′33″N 132°45′05″W - La cascata si trova lungo il fiume Thorne (Thorne River) a circa 2,1 chilometri a sud del lago di Thorne (Thorne Lake).
- Rapids 56°16′36″N 133°08′33″W - Le rapide si trovano all'uscita meridionale della baia di Salmon (Salmon Bay).
- Rapids 56°15′46″N 133°07′39″W - Le rapide si trovano di fronte all'isola di Bushy (Bushy Island).
- Rapids 56°02′08″N 132°58′09″W - Le rapide si trovano sul fiume Indian Creek tra l'isola "Principe di Galles" e l'isola di Stevenson (Stevenson Island) e collegano la parte settentrionale del lago di Barnes (Barnes Lake) con il canale di Whale (Whale Passage).
- Rapids 56°00′45″N 132°55′55″W - Le rapide si trovano sul fiume Lake Bay Creek tra l'isola "Principe di Galles" e l'isola di Stevenson (Stevenson Island) e collegano la parte meridionale del lago di Barnes (Barnes Lake) con la baia di Lake (Lake Bay).
- Rapids 55°57′03″N 133°14′08″W - Le rapide si trovano sul fiume Sarkar (Sarkar Creek) tra il lago di Sarkar (Sarkar Lake) e la baia di Sarkar (Sarkar Cove).